# マイヅルソウ
マイヅルソウ（舞鶴草・学名Maianthemum dilatatum）はスズラン亜科マイヅルソウ属に属する多年草。ユーラシア北東部（ロシア東部、日本、朝鮮半島）と北アメリカ北西部（アメリカ合衆国カリフォルニア州北部、オレゴン州、アラスカ州、アリューシャン列島など）に分布し、日本では、北海道から九州の山地帯上部から亜高山帯の針葉樹林に多く群生する。 北アメリカでは、沿岸部の温帯雨林に多く、よくシトカトウヒ林の樹床に群生する。

## 特徴
落葉層（リター層）の発達した環境で、根茎を横に伸ばしよく繁殖する。茎は高さ10-20cmほど立ち上がり、途中に2枚のハート形の葉をつける。花期は5-7月。先端から茎を伸ばし、白色の小六弁花を総状花序につける。
繁殖状況はもっと低高度で見られるチゴユリに似る。似たような生態のものに、より大柄ではあるが、ユキザサやタケシマランの仲間があり、時には同時に見られることも多い。ブナ帯上部から現れることが多く、ミヤマワラビ、シラネワラビ、イワダレゴケ、フジノマンネングサ、コミヤマカタバミなどと共に高度指標となる。御蔵島では低高度に分布していることが知られており、山体効果によるものといわれる。また、雲霧環境を好み、海に迫った降雨量の多い山では比較的低高度で見られる傾向がある。
細部の特徴により、ヒメマイヅルソウが識別される。
実は、最初はうずらの卵のように汚れた斑に覆われた白っぽいもので、熟すと赤くなる。
葉の模様が家紋の舞鶴紋に似ることから、舞鶴草という名がついた。

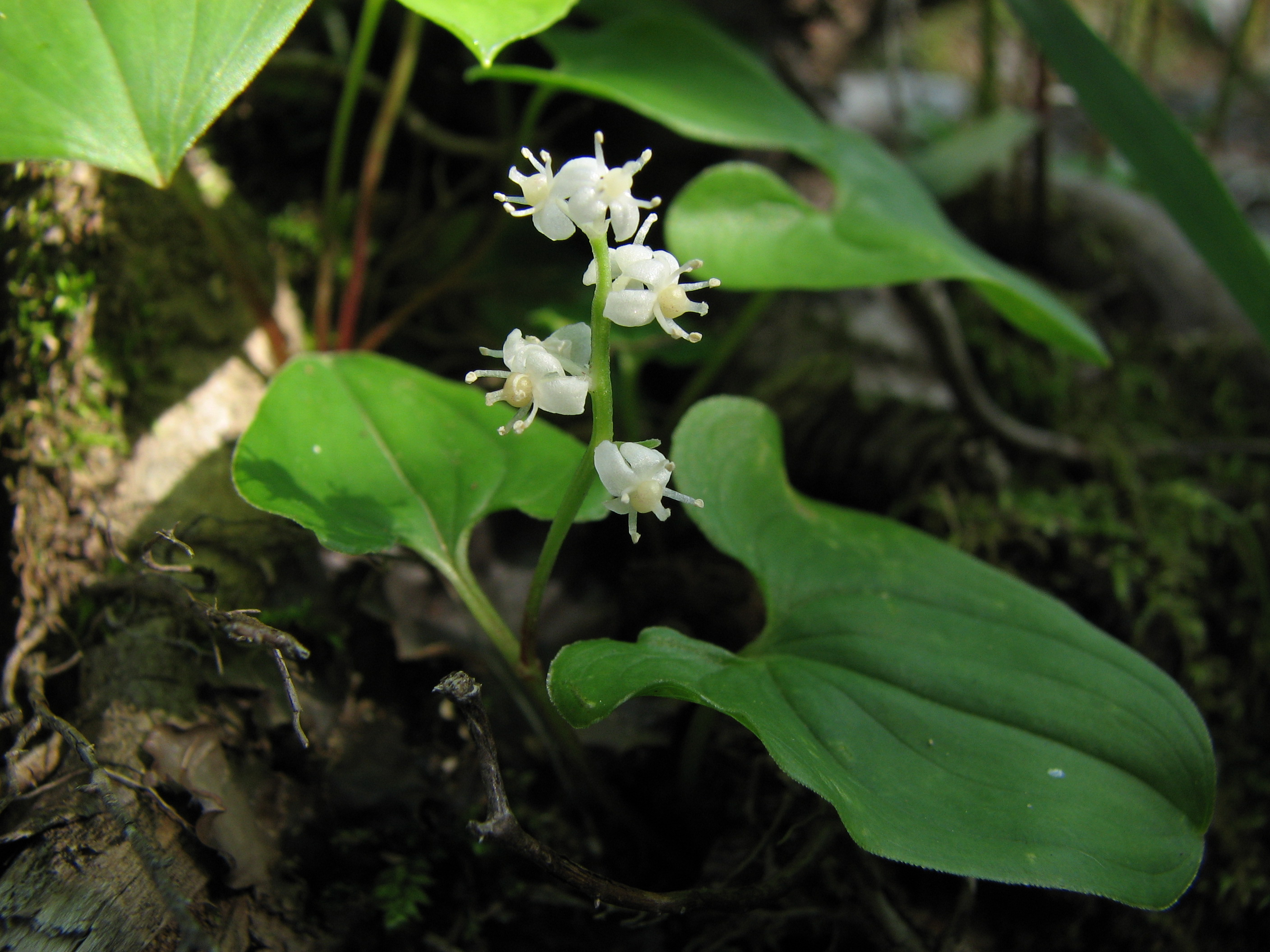
樹林帯の林床に生育するマイヅルソウ 北岳・2008年7月
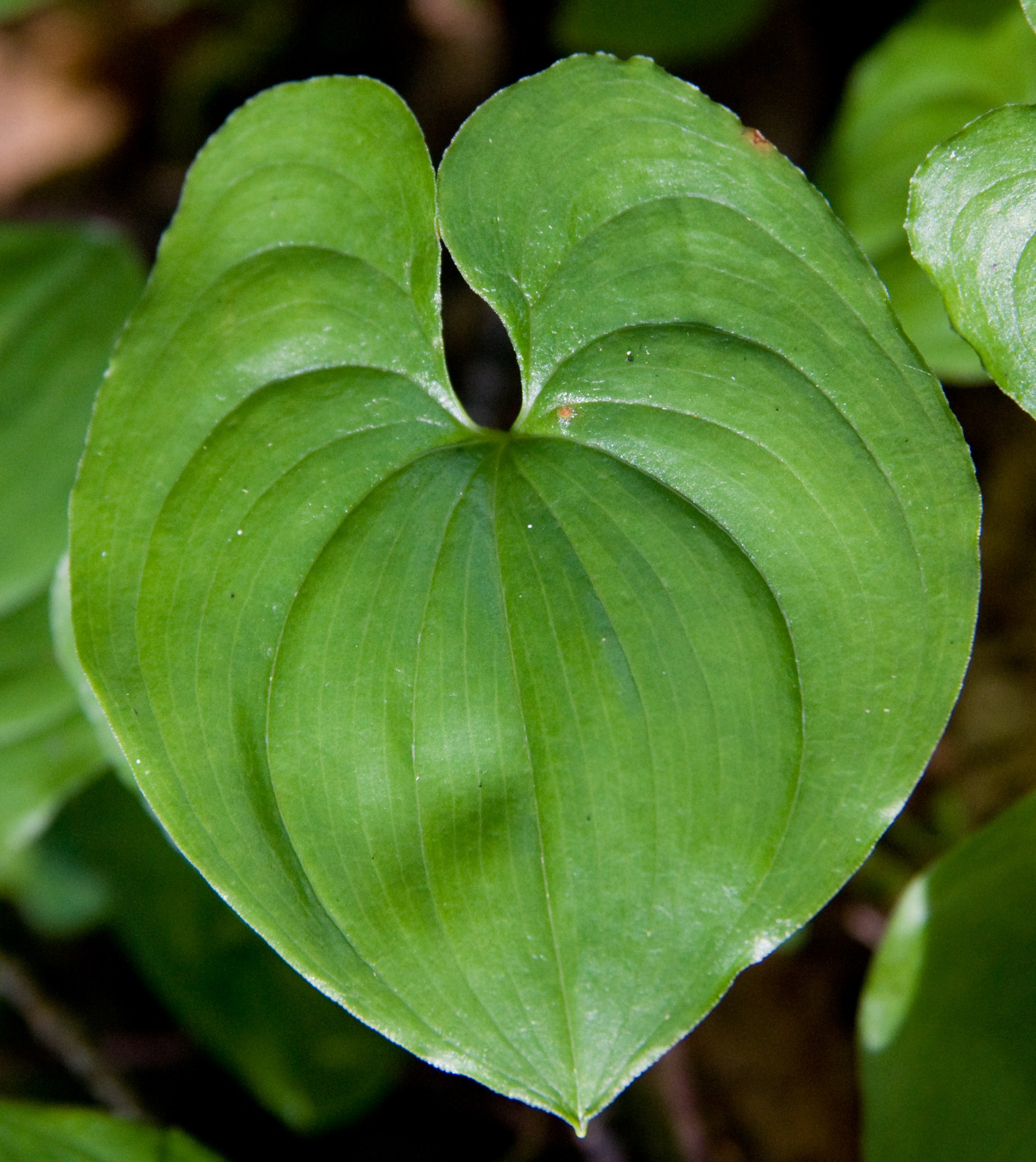
マイヅルソウの葉 空木岳・2008年8月
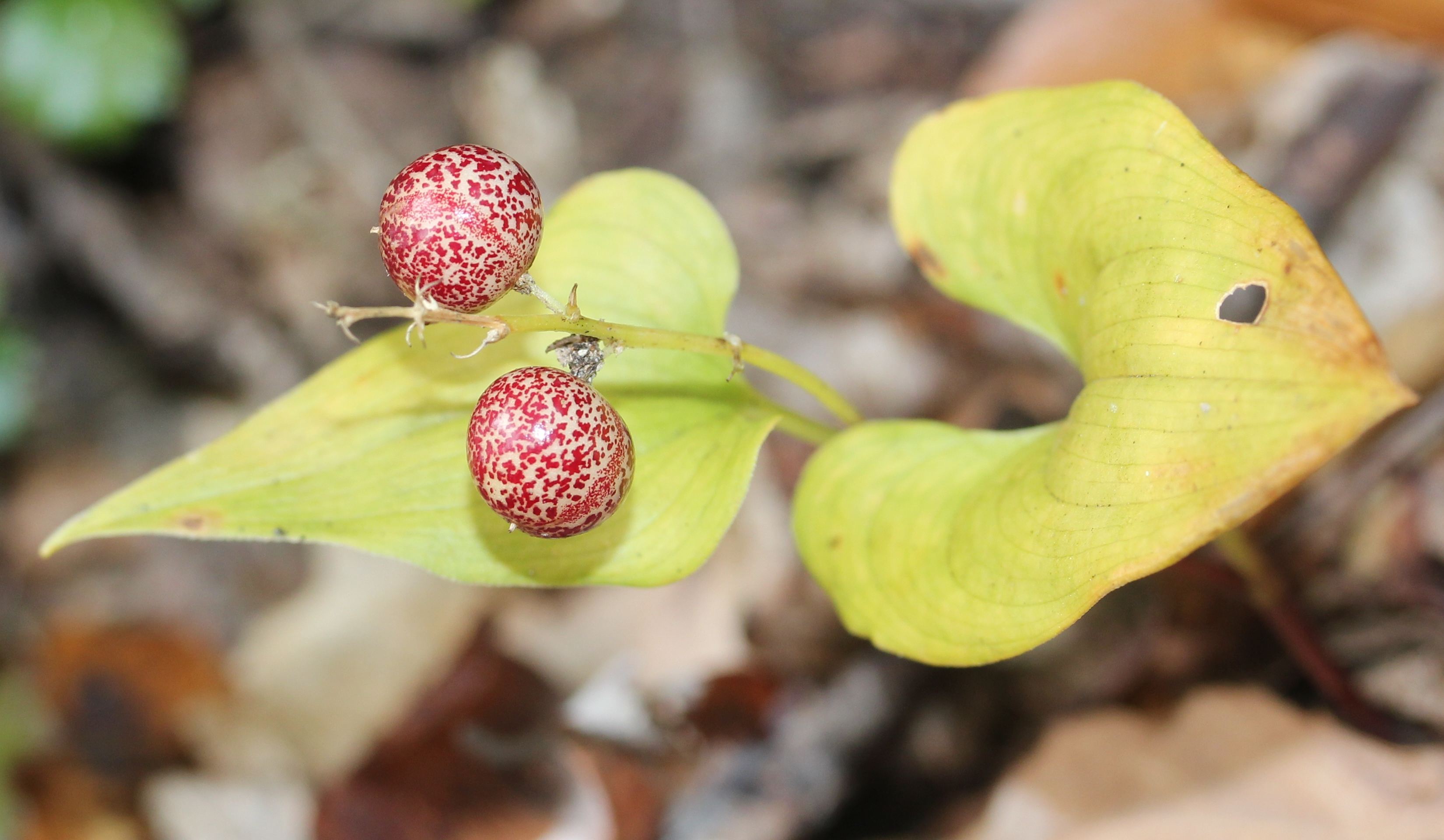
若い果実 籾糠山・2014年9月
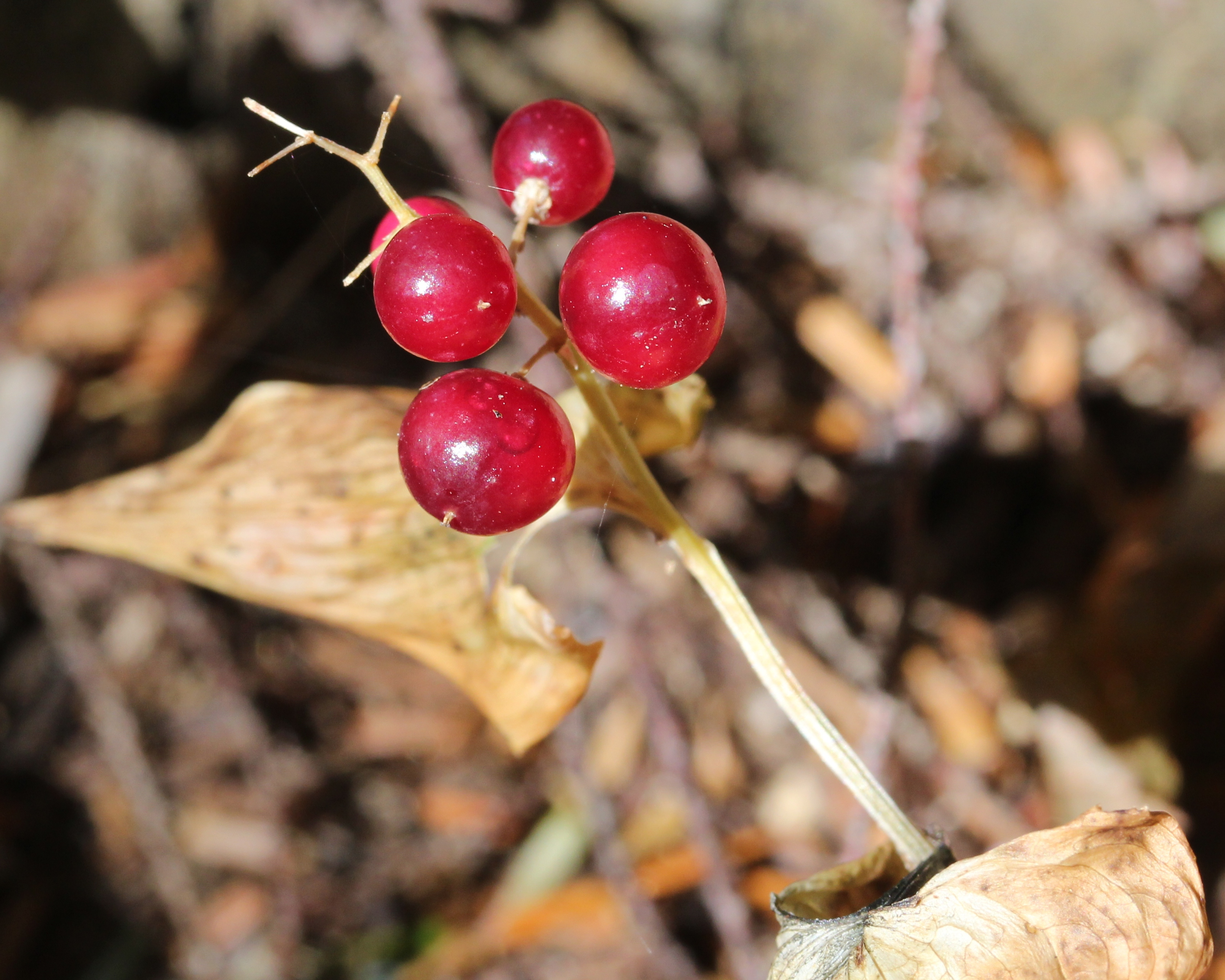
熟した果実 木曽駒ヶ岳・2014年9月